# Eduardo Cortázar
Eduardo Manuel Cortázar Gatica (* 21. Dezember 1947 in Chillán) ist ein ehemaliger chilenischer Fußballspieler und -trainer. Der Mittelfeldspieler absolvierte ein Länderspiel für Chile.

## Karriere

### Verein
Eduardo Cortázar, auch Tata genannt, begann 1964 seine Karriere bei Deportivo Ñublense und debütierte als 16-Jähriger gegen Deportes Colchagua. Noch heute sagt er, dass er in der Zeit bei Ñublense seinen Charakter ausgebildet habe. Danach wechselte der Mittelfeldspieler zu Green Cross Temuco, für das er bis 1972 spielte. 1973 lief Tata für Deportes La Serena auf, 1974 trat er für Unión Española in der Copa Libertadores 1974 an. In der Liga war er von 1974 bis 1975 beim CF Universidad de Chile aktiv. Nach der Zeit bei den Rangers de Talca kehrte er zu Green Cross Temuco zurück und verbrachte seine letzten Karrierejahre bei seinem früheren Klub Ñublense.

### Nationalmannschaft
Eduardo Cortázar absolvierte im März 1970 unter Trainer Francisco Hormazábal beim Freundschaftsspiel gegen Brasilien sein einziges Länderspiel.

### Trainer
Eduardo Cortázar begann seine Trainertätigkeit 1988 bei Deportes Naval de Talcahuano. Danach trainierte er Fernández Vial und Deportes Temuco in der Primera División. 1998 und 2002 war er bei Deportivo Ñublense, einst sein Debütklub als aktiver Spieler, tätig. Zudem trainierte Cortázar weitere chilenische Klubs aus den unteren Ligen. Mit Curicó Unido gewann er den Meistertitel der Tercera División 2005. Zuletzt trainierte er 2015 bis 2016 Deportes Colchagua.